# Jamestown Exposition
De Jamestown Exposition was een wereldtentoonstelling die in 1909 in Hampton Roads in Norfolk (Virginia) werd gehouden. De tentoonstelling werd georganiseerd ter gelegenheid van de 300e verjaardag van de kolonie Jamestown. De openingsdag was precies 300 jaar nadat Admiraal Christopher Newport met een groep Engelse kolonisten voor het eerst landden in Virginia. Na verkenningen in wat nu bekendstaat als het havengebied Hampton Roads vestigden ze zich iets verder stroomopwaarts, waarmee de eerste Engelse kolonie, Jamestown, een feit was. Het Bureau  International des Expositions heeft deze tentoonstelling niet officieel erkend.